# بويان ميوفسكي
بويان ميوفسكي (مواليد 24 يونيو 1999) هو لاعب كرة قدم مقدوني يلعب في مركز المهاجم في نادي أبردين.

## وصلات خارجية
- بويان ميوفسكي على موقع الاتحاد الأوربي (الإنجليزية)
- بويان ميوفسكي على موقع قاعدة بيانات كرة القدم.إي يو (الإنجليزية)
- بويان ميوفسكي على موقع ناشيونال فوتبول تيمز (الإنجليزية)
- بويان ميوفسكي على موقع Soccerbase.com (لاعب) (الإنجليزية)
- بويان ميوفسكي على موقع Soccerway.com (الإنجليزية)
- بويان ميوفسكي على موقع عالم كرة القدم.نت (الإنجليزية)